# Pattinaggio di figura alle Universiadi
Il pattinaggio di figura fa parte dei Giochi mondiali universitari dal 1960. Vengono assegnate medaglie nelle specialità individuali maschile e femminile, per coppie e nella danza su ghiaccio.

## Risultati

### Uomini
| Anno | Località        | Oro                  | Argento             | Bronzo               | Dettagli |
| 1962 | Villars         | Alain Calmat         | Nobuo Sato          | Heinrich Podhaisky   | [ 1 ]    |
| 1964 | Špindlerův Mlýn | Karol Divín          | Nobuo Sato          | Valeri Meshkov       | [ 1 ]    |
| 1966 | Sestriere       | Nobuo Sato           | Sergei Chetverukhin | Philippe Pélissier   | [ 1 ]    |
| 1968 | Innsbruck       | Sergei Chetverukhin  | Marián Filc         | Gunter Anderl        | [ 1 ]    |
| 1970 | Rovaniemi       | Ondrej Nepela        | Sergei Chetverukhin | Sergei Volkov        | [ 1 ]    |
| 1972 | Lake Placid     | John Misha Petkevich | Vladimir Kovalyov   | Perry Hutchings      | [ 1 ]    |
| 1981 | Jaca            | Konstantin Kokora    | Shinji Someya       | Oleg Vasiliev        | [ 1 ]    |
| 1983 | Sofia           | Takashi Mura         | Vitali Egorov       | Grzegorz Głowania    | [ 1 ]    |
| 1985 | Belluno         | Zhang Shubin         | Robert Rosenbluth   | David Jamison        | [ 1 ]    |
| 1987 | Štrbské Pleso   | Petr Barna           | Vitali Egorov       | Paul Wylie           | [ 1 ]    |
| 1989 | Sofia           | Makoto Kano          | James Cygan         | Vladimir Petrenko    | [ 1 ]    |
| 1991 | Sapporo         | Michael Chack        | Jung Sung-il        | Oleg Tataurov        | [ 1 ]    |
| 1993 | Zakopane        | Yueming Liu          | Damon Allen         | Masakazu Kagiyama    | [ 1 ]    |
| 1995 | Jaca            | Michael Weiss        | Damon Allen         | Zhang Min            | [ 1 ]    |
| 1997 | Muju            | Ruslan Novoseltsev   | Cornel Gheorghe     | Alexander Abt        | [ 2 ]    |
| 1999 | Poprad          | Li Yunfei            | Alexei Vasilevsky   | Xia Li               | [ 3 ]    |
| 2001 | Zakopane        | Roman Serov          | Hu Xiaoou           | Makoto Okazaki       | [ 4 ]    |
| 2003 | Tarvisio        | Alexei Vasilevsky    | Anton Smirnov       | Kensuke Nakaniwa     | [ 5 ]    |
| 2005 | Innsbruck       | Daisuke Takahashi    | Song Lun            | Hu Xiaoou            | [ 6 ]    |
| 2007 | Torino          | Daisuke Takahashi    | Nobunari Oda        | Xu Ming              | [ 7 ]    |
| 2009 | Harbin          | Xu Ming              | Artem Borodulin     | Alban Préaubert      | [ 8 ]    |
| 2011 | Erzurum         | Nobunari Oda         | Sergei Voronov      | Daisuke Murakami     | [ 9 ]    |
| 2013 | Trentino        | Song Nan             | Gordei Gorshkov     | Akio Sasaki          | [ 10 ]   |
| 2015 | Granada         | Peter Liebers        | Takahiko Kozuka     | Artur Gachinski      | [ 11 ]   |
| 2017 | Almaty          | Denis Ten            | Keiji Tanaka        | Alexander Majorov    | [ 12 ]   |
| 2019 | Krasnoyarsk     | Matteo Rizzo         | Maxim Kovtun        | Morisi Kvitelashvili | [ 13 ]   |
| 2023 | Lake Placid     | Sōta Yamamoto        | Tatsuya Tsuboi      | Nikolaj Memola       | [ 14 ]   |
| 2025 | Torino          | Yuma Kagiyama        | Daniel Grassl       | Cha Jun-hwan         | [ 15 ]   |

### Donne
| Anno | Località        | Oro                  | Argento              | Bronzo                   | Details |
| 1960 | Chamonix        | Jitka Hlaváčková     | Eva Grožajová        | Helga Zöllner            | [ 1 ]   |
| 1962 | Villars         | Junko Hiramatsu      | Helga Zöllner        | Jitka Hlaváčková         | [ 1 ]   |
| 1964 | Špindlerův Mlýn | Miwa Fukuhara        | Junko Hiramatsu      | Helli Sengstschmid       | [ 1 ]   |
| 1966 | Sestriere       | Miwa Fukuhara        | Kumiko Sato          | Alena Augustova          | [ 1 ]   |
| 1968 | Innsbruck       | Kumiko Sato          | Helli Sengstschmid   | Kazumi Yamashita         | [ 1 ]   |
| 1970 | Rovaniemi       | Zsuzsa Almássy       | Jennie Walsh         | Keiko Mijagawa           | [ 1 ]   |
| 1972 | Lake Placid     | Jennie Walsh         | Ľudmila Bezáková     | Julia Jean Johnson       | [ 1 ]   |
| 1981 | Jaca            | Natalia Strelkova    | Svetlana Frantsuzova | Lori Benton              | [ 1 ]   |
| 1983 | Sofia           | Natalia Ovchinnikova | Natalia Lebedeva     | Hana Veselá              | [ 1 ]   |
| 1985 | Belluno         | Juri Ozawa           | Debbie Walls         | Deborah Tucker           | [ 1 ]   |
| 1987 | Štrbské Pleso   | Larisa Zamotina      | Stefanie Schmid      | Yvonne Gómez             | [ 1 ]   |
| 1989 | Sofia           | Marina Kielmann      | Larisa Zamotina      | Nancy Kerrigan           | [ 1 ]   |
| 1991 | Sapporo         | Tonia Kwiatkowski    | Kyoko Ina            | Zhang Bo                 | [ 1 ]   |
| 1993 | Zakopane        | Junko Yaginuma       | Kyoko Ina            | Zhang Bo                 | [ 1 ]   |
| 1995 | Jaca            | Tonia Kwiatkowski    | Maria Butyrskaya     | Kumiko Koiwai            | [ 1 ]   |
| 1997 | Muju            | Kumiko Koiwai        | Rena Inoue           | Niping Tian              | [ 2 ]   |
| 1999 | Poprad          | Elena Sokolova       | Irina Slutskaya      | Daria Timoshenko         | [ 3 ]   |
| 2001 | Zakopane        | Irina Tkatchuk       | Sabina Wojtala       | Silvia Fontana           | [ 4 ]   |
| 2003 | Tarvisio        | Shizuka Arakawa      | Angela Lien          | Lesley Hawker            | [ 5 ]   |
| 2005 | Innsbruck       | Yoshie Onda          | Galina Maniachenko   | Liu Yan                  | [ 6 ]   |
| 2007 | Turin           | Akiko Suzuki         | Valentina Marchei    | Fang Dan                 | [ 7 ]   |
| 2009 | Harbin          | Yukari Nakano        | Nana Takeda          | Kiira Korpi              | [ 8 ]   |
| 2011 | Erzurum         | Candice Didier       | Sonia Lafuente       | Shion Kokubun            | [ 9 ]   |
| 2013 | Trentino        | Sofia Biryukova      | Valentina Marchei    | Sofia Mishina            | [ 10 ]  |
| 2015 | Granada         | Alena Leonova        | Maé-Bérénice Méité   | Maria Artemieva          | [ 11 ]  |
| 2017 | Almaty          | Elena Radionova      | Rin Nitaya           | Hinano Isobe             | [ 12 ]  |
| 2019 | Krasnoyarsk     | Mai Mihara           | Elizabet Tursynbaeva | Stanislava Konstantinova | [ 13 ]  |
| 2023 | Lake Placid     | Mai Mihara           | Kaori Sakamoto       | Kim Ye-lim               | [ 14 ]  |
| 2025 | Torino          | Rion Sumiyoshi       | Mone Chiba           | Sofia Samodelkina        | [ 15 ]  |

### Coppie
| Anno | Località      | Oro                                     | Argento                                | Bronzo                                  | Details |
| 1962 | Villars       | Gerda Johner / Rüdi Johner              | Mária Terlanday / Miklós Rácz          | Maria Tjasa / Peter Peršin              | [ 1 ]   |
| 1966 | Sestriere     | Tatiana Tarasova / Georgi Proskurin     | Agnesa Wlachovská / Peter Bartosiewicz | Tamara Moskvina / Alexei Mishin         | [ 1 ]   |
| 1968 | Innsbruck     | Bohunka Šrámková / Jan Šrámek           | Tatiana Sharanova / Anatoli Evdokimov  | Lyudmila Suslina / Alexander Tikhomirov | [ 1 ]   |
| 1970 | Rovaniemi     | Ljudmila Smirnova / Andrei Suraikin     | Galina Karelina / Georgi Proskurin     | Eveline Scharf / Wilhelm Bietak         | [ 1 ]   |
| 1972 | Lake Placid   | Galina Karelina / Georgi Proskurin      | Debbie Hughes / Philip Grout           | Nessun altro partecipante               | [ 1 ]   |
| 1983 | Sofia         | Nelli Chervotkina / Viktor Teslia       | Anna Malgina / Sergei Korovin          | Bo Luan / Yao Bin                       | [ 1 ]   |
| 1985 | Belluno       | Sandy Hartubise / Craig Maurizi         | Yulia Bystrova / Alexander Tarasov     | Svetlana Frantsuzova / Oleg Gorshkov    | [ 1 ]   |
| 1987 | Štrbské Pleso | Elena Kvitchenko / Rashid Kadyrkaev     | Elena Bechke / Valeri Kornienko        | Calla Urbanski / Michael Blicharski     | [ 1 ]   |
| 1989 | Sofia         | Natalia Mishkutenok / Artur Dmitriev    | Sharon Carz / Dough Williams           | Marina Eltsova / Sergei Zaitsev         | [ 1 ]   |
| 1991 | Sapporo       | Marina Eltsova / Andrei Bushkov         | Evgenia Chernyshova / Dmitri Sukhanov  | Dawn Goldstein / Troy Goldstein         | [ 1 ]   |
| 1993 | Zakopane      | Dawn Piepenbrink / Nick Castaneda       | Svetlana Titkova / Oleg Mahutov        | Dawn Goldstein / Troy Goldstein         | [ 1 ]   |
| 1995 | Jaca          | Marina Khalturina / Andrei Krukov       | Dorota Zagórska / Mariusz Siudek       | Aimee Offner / Douglas Cox              | [ 1 ]   |
| 1997 | Muju          | Shen Xue / Zhao Hongbo                  | Maria Petrova / Teimuraz Pulin         | Olga Semkina / Andrei Chuvilaev         | [ 2 ]   |
| 1999 | Poprad        | Victoria Maxiuta / Vladislav Zhovnirski | Pang Qing / Tong Jian                  | Viktoria Shliakhova / Grigori Petrovski | [ 3 ]   |
| 2001 | Zakopane      | Viktoria Borzenkova / Andrei Chuvilaev  | Alena Maltseva / Oleg Popov            | Viktoria Shliakhova / Grigori Petrovski | [ 4 ]   |
| 2003 | Tarvisio      | Viktoria Borzenkova / Andrei Chuvilaev  | Maria Mukhortova / Pavel Lebedev       | Nessun altro partecipante               | [ 5 ]   |
| 2005 | Innsbruck     | Zhang Dan / Zhang Hao                   | Tatiana Volosozhar / Stanislav Morozov | Maria Mukhortova / Maxim Trankov        | [ 6 ]   |
| 2007 | Torino        | Zhang Dan / Zhang Hao                   | Tatiana Volosozhar / Stanislav Morozov | Arina Ushakova / Sergei Karev           | [ 7 ]   |
| 2009 | Harbin        | Zhang Dan / Zhang Hao                   | Ksenia Ozerova / Alexander Enbert      | Dong Huibo / Wu Yiming                  | [ 8 ]   |
| 2011 | Erzurum       | Lubov Iliushechkina / Nodari Maisuradze | Dong Huibo / Wu Yiming                 | Zhang Yue / Wang Lei                    | [ 9 ]   |
| 2013 | Trentino      | Ksenia Stolbova / Fedor Klimov          | Evgenia Tarasova / Vladimir Morozov    | Nicole Della Monica / Matteo Guarise    | [ 10 ]  |
| 2015 | Granada       | Yu Xiaoyu / Jin Yang                    | Kristina Astakhova / Alexei Rogonov    | Vanessa James / Morgan Ciprès           | [ 11 ]  |
| 2019 | Krasnoyarsk   | Alisa Efimova / Alexander Korovin       | Anastasia Poluianova / Dmitry Sopot    | Zhansaya Adykhanova / Abish Baytkanov   | [ 13 ]  |

### Danza su ghiaccio
| Anno | Località        | Oro                                 | Argento                                  | Bronzo                                    | Dettagli |
| 1964 | Špindlerův Mlýn | Györgyi Korda / Pál Vásárhelyi      | Jutta Peters / Wolfgang Kunz             | Irena Spatenkova / Michal Jiranek         | [ 1 ]    |
| 1966 | Sestriere       | Edit Mató / Károly Csanádi          | Christe Trebesiner / Herbert Rothkappel  | Irena Spatenkova / Michal Jiranek         | [ 1 ]    |
| 1968 | Innsbruck       | Heidi Metzger / Herbert Rothkappl   | Diana Skotnická / Martin Skotnický       | Nessun altro partecipante                 | [ 1 ]    |
| 1970 | Rovaniemi       | Diana Skotnická / Martin Skotnický  | Svetlana Bakina / Boris Rublev           | Nessun altro partecipante                 | [ 1 ]    |
| 1972 | Lake Placid     | Elena Zharkova / Gennadi Karponosov | Diana Skotnická / Martin Skotnický       | Debbie Ganson / Bradle Hislop             | [ 1 ]    |
| 1981 | Jaca            | Elena Garanina / Igor Zavozin       | Natalia Karamysheva / Rostislav Sinitsyn | Jindra Holá / Karol Foltán                | [ 1 ]    |
| 1983 | Sofia           | Natalia Annenko / Genrikh Sretenski | Jindra Holá / Karol Foltán               | Isabella Micheli / Roberto Pelizzola      | [ 1 ]    |
| 1985 | Belluno         | Maia Usova / Alexander Zhulin       | Jindra Holá / Karol Foltán               | Kathrin Beck / Christoff Beck             | [ 1 ]    |
| 1987 | Štrbské Pleso   | Kathrin Beck / Christoff Beck       | Maia Usova / Alexander Zhulin            | Svetlana Liapina / Gorsha Sur             | [ 1 ]    |
| 1989 | Sofia           | Svetlana Liapina / Gorsha Sur       | Ilona Melnichenko / Gennadi Kaskov       | Tracy Sniadach / Leif Erickson            | [ 1 ]    |
| 1991 | Sapporo         | Ilona Melnichenko / Gennadi Kaskov  | Irina Romanova / Igor Yaroshenko         | Ivana Střondalová / Milan Brzý            | [ 1 ]    |
| 1993 | Zakopane        | Kateřina Mrázová / Martin Šimeček   | Margarita Drobiazko / Povilas Vanagas    | Wendy Millette / Jason Tebo               | [ 1 ]    |
| 1995 | Jaca            | Irina Lobacheva / Ilia Averbukh     | Kateřina Mrázová / Martin Šimeček        | Elizaveta Stekolnikova / Dmitri Kazarlyga | [ 1 ]    |
| 1997 | Muju            | Olga Sharutenko / Dmitri Naumkin    | Nina Ulanova / Mikhail Stifunin          | Akiko Kinoshita / Yosuke Moriwaki         | [ 2 ]    |
| 1999 | Poprad Tatry    | Olga Sharutenko / Dmitri Naumkin    | Nina Ulanova / Mikhail Stifunin          | Agata Błażowska / Marcin Kozubek          | [ 3 ]    |
| 2001 | Zakopane        | Elena Grushina / Ruslan Goncharov   | Sylwia Nowak / Sebastian Kolasiński      | Svetlana Kulikova / Arseni Markov         | [ 4 ]    |
| 2003 | Tarvisio        | Jana Khokhlova / Sergei Novitski    | Mariana Kozlova / Sergei Baranov         | Nathalie Péchalat / Fabian Bourzat        | [ 5 ]    |
| 2005 | Innsbruck       | Jana Khokhlova / Sergei Novitski    | Julia Golovina / Oleg Voiko              | Nathalie Péchalat / Fabian Bourzat        | [ 6 ]    |
| 2007 | Torino          | Anna Cappellini / Luca Lanotte      | Anastasia Platonova / Andrei Maximishin  | Pernelle Carron / Matthieu Jost           | [ 7 ]    |
| 2009 | Harbin          | Alexandra Zaretsky / Roman Zaretsky | Ekaterina Rubleva / Ivan Shefer          | Alla Beknazarova / Vladimir Zuev          | [ 8 ]    |
| 2011 | Erzurum         | Kristina Gorshkova / Vitali Butikov | Alisa Agafonova / Alper Uçar             | Nadezhda Frolenkova / Mikhail Kasalo      | [ 9 ]    |
| 2013 | Trentino        | Pernelle Carron / Lloyd Jones       | Julia Zlobina / Alexei Sitnikov          | Victoria Sinitsina / Ruslan Zhiganshin    | [ 10 ]   |
| 2015 | Granada         | Charlène Guignard / Marco Fabbri    | Sara Hurtado / Adriá Diaz                | Federica Testa / Lukas Csolley            | [ 11 ]   |
| 2017 | Almaty          | Oleksandra Nazarova / Maxim Nikitin | Sofia Evdokimova / Egor Bazin            | Shari Koch / Christian Nüchtern           | [ 12 ]   |
| 2019 | Krasnoyarsk     | Betina Popova / Sergey Mozgov       | Sofia Evdokimova / Egor Bazin            | Adelina Galyavieva / Louis Thauron        | [ 13 ]   |
| 2023 | Lake Placid     | Marie Dupayage / Thomas Nabais      | Lorraine McNamara / Anton Spiridonov     | Natacha Lagouge / Arnaud Caffa            | [ 14 ]   |
| 2025 | Torino          | Sofia Val / Asaf Kazimov            | Lou Terreaux / Noe Perron                | Giulia Isabella Paolino / Andrea Tuba     | [ 15 ]   |

### Pattinaggio sincronizzato
| Anno | Località    | Oro         | Argento           | Bronzo    | Dettagli |
| 2007 | Torino      | Svezia      | Finlandia         | Russia    | [ 7 ]    |
| 2009 | Harbin      | Svezia      | Finlandia         | Russia    | [ 8 ]    |
| 2011 | Erzurum     | Rockettes   | Marigold IceUnity | Paradise  | [ 9 ]    |
| 2019 | Krasnoyarsk | Team Unique | Marigold IceUnity | Tatarstan | [ 13 ]   |